# ホセ・リベラ
ホセ・リベラ（José Manuel Rivera Caamano, 1977年7月2日 - ）は、プエルトリコの男子バレーボール選手。
プエルトリコ代表のキャプテンを務めた。

## 球歴
- 世界選手権 - 2006年

## 所属クラブ
- オハイオ州立大学 （1995-2000年）
- CCAメリリャ （2001-2002年）
- レベルデス・デ・モカ （2002-2003年）
- プラジェロス・デ・サンフアン （2002-2004年）
- パッラヴォーロ・モルフェッタ （2003-2004年）
- ヤストシェンブスキ・ヴェンギェル （2004-2005年）
- ボーヴェOUC （2005-2006年）
- ノリコ・マーサイク （2006-2007年）
- イラクリス・テッサロニキVC （2007-2008年）
- オリンピアコスCFP （2008-2009年）
- EAパトラ （2009-2010年）
- カッリポ・ヴィボ・ヴァレンツィア （2010-2011年）
- トップ・ラティーナ （2011-2012年）